# 2019年北海道議会議員選挙
2019年北海道議会議員選挙（2019ねんほっかいどうぎかいぎいんせんきょ）は、北海道の議決機関である北海道議会を構成する議員を全面改選するために行われた選挙で、第19回統一地方選挙前半戦投票日である2019年4月7日に投票が行われた。

## 概要
北海道議会議員の任期4年が満了したことに伴って実施された。第1回選挙（1947年）以来、一貫して統一地方選挙の日程で実施されており、北海道知事選挙と同時に実施されてきた。北海道は旧日本社会党とその流れを汲む民主党、民進党が強いとされてきた地域で、過去の道議選では自由民主党（以下、自民党）と互角の争いを展開してきた。
2017年に民進党は社会党の系譜を受け継ぐ立憲民主党と民社党の系譜を受け継ぐ国民民主党に分裂しており、更に同日行われる知事選では現職の高橋はるみが第25回参院選に自民党から立候補することから不出馬を表明し、新たな局面を迎えていた。

## 基礎データ
選挙には定数100議席に対し134人が立候補した。候補者は前回選挙より6人減となった。
また47選挙区のうち、21選挙区35人は無投票当選となり、過去最多となった。
- 選挙事由：任期満了
- 告示：2019年3月29日
- 投票：2019年4月7日
- 改選議席数：100議席（前回より1名減）
- 選挙区：47選挙区（うち21選挙区では無投票）
- 立候補者数：134人（うち35人が無投票当選）
- 同日選挙：2019年北海道知事選挙

## 選挙結果
自民党は改選前の50から1増の51議席となり36年ぶりに単独過半数を獲得した。同じく知事与党である公明党は8名の候補者全員が当選し議席を維持した。この結果、与野党対決となった知事選で初当選を果たした元夕張市長の鈴木直道道政を安定させる結果となった。旧社会党地盤を引き継いだ立憲民主党は30議席を獲得した。国民民主党は全ての選挙区で大敗し、北海道における影響力を大きく弱めることになった。改選前4議席だった共産党は3議席に留まり、代表質問権を喪失した。日本維新の会と市民ネットワークは当選者を出すことが出来なかった。また今回の選挙で、都道府県議会議員初の性的少数者の議員が誕生した。
投票率：56.63%（前回比-1.98%）

## 当選者
自由民主党   公明党 
 立憲民主党   日本共産党 
 無所属 
| 札幌市         | 中央区     | 千葉英守   | 檜垣尚子   | 藤川雅司 |
| 札幌市         | 北区       | 山根理広   | 吉川隆雅   | 道見泰憲 |
| 札幌市         | 北区       | 中野渡志穂 |            |          |
| 札幌市         | 東区       | 渡辺靖司   | 阿知良寛美 | 渕上綾子 |
| 札幌市         | 東区       | 宮川潤     |            |          |
| 札幌市         | 白石区     | 伊藤条一   | 広田まゆみ | 森成之   |
| 札幌市         | 厚別区     | 花崎勝     | 菅原和忠   |          |
| 札幌市         | 豊平区     | 吉田祐樹   | 大越農子   | 松山丈史 |
| 札幌市         | 清田区     | 梶谷大志   | 宮下准一   |          |
| 札幌市         | 南区       | 丸岩浩二   | 畠山みのり |          |
| 札幌市         | 西区       | 武田浩光   | 和田敬友   | 加藤貴弘 |
| 札幌市         | 手稲区     | 角谷隆司   | 須田靖子   |          |
| 函館市         | 平出陽子   | 佐々木俊雄 | 高橋亨     | 川尻秀之 |
| 函館市         | 志賀谷隆   |            |            |          |
| 小樽市         | 佐藤禎洋   | 八田盛茂   | 菊地葉子   |          |
| 旭川市         | 東国幹     | 安住太伸   | 寺島信寿   | 笠木薫   |
| 旭川市         | 真下紀子   | 松本将門   |            |          |
| 室蘭市         | 千葉英也   | 滝口信喜   |            |          |
| 釧路市         | 小畑保則   | 田中英樹   | 笠井龍司   | 壬生勝則 |
| 帯広市         | 清水拓也   | 三津丈夫   | 村田光成   |          |
| 北見市         | 船橋賢二   | 鈴木一磨   |            |          |
| 岩見沢市       | 村木中     | 中川浩利   |            |          |
| 網走市         | 佐藤伸弥   |            |            |          |
| 苫小牧市       | 遠藤連     | 沖田清志   | 安藤邦夫   |          |
| 稚内市         | 吉田正人   |            |            |          |
| 江別市         | 木葉淳     | 星克明     |            |          |
| 名寄市         | 中野秀敏   |            |            |          |
| 根室市         | 松浦宗信   |            |            |          |
| 千歳市         | 太田憲之   | 梅尾要一   |            |          |
| 滝川市         | 大河昭彦   |            |            |          |
| 登別市         | 赤根広介   |            |            |          |
| 恵庭市         | 田中芳憲   |            |            |          |
| 伊達市         | 中山智康   |            |            |          |
| 北広島市       | 小岩均     |            |            |          |
| 北斗市         | 滝口直人   |            |            |          |
| 空知管内       | 植村真美   | 稲村久男   | 荒当聖吾   | 白川祥二 |
| 石狩管内       | 佐々木大介 | 池端英昭   |            |          |
| 後志管内       | 村田憲俊   | 市橋修治   |            |          |
| 胆振管内       | 神戸典臣   |            |            |          |
| 日高管内       | 藤沢澄雄   | 金岩武吉   |            |          |
| 渡島管内       | 笹田浩     | 冨原亮     |            |          |
| 檜山管内       | 内田尊之   |            |            |          |
| 上川管内       | 竹内英順   | 北口雄幸   | 本間勲     |          |
| 留萌管内       | 浅野貴博   |            |            |          |
| 宗谷管内       | 三好雅     |            |            |          |
| オホーツク東部 | 高橋文明   |            |            |          |
| オホーツク西部 | 新沼透     | 久保秋雄太 |            |          |
| 十勝管内       | 大谷亨     | 池本柳次   | 喜多龍一   | 小泉真志 |
| 釧路管内       | 桐木茂雄   |            |            |          |
| 根室管内       | 中司哲雄   |            |            |          |

### 補欠選挙
| 年     | 月      | 選挙区       | 当選者     | 当選政党   | 欠員   | 欠員政党   | 欠員事由                                   |
| ------ | ------- | ------------ | ---------- | ---------- | ------ | ---------- | ------------------------------------------ |
| 2021年 | 9月26日 | 旭川市選挙区 | 宮崎アカネ | 立憲民主党 | 東国幹 | 自由民主党 | 第49回衆議院議員総選挙立候補準備のため辞職 |
| 2021年 | 9月26日 | 旭川市選挙区 | 林祐作     | 自由民主党 | 笠木薫 | 立憲民主党 | 旭川市長選挙立候補準備のため辞職           |

### 議員動静
議員辞職
1. ↑  第26回参議院議員通常選挙立候補準備（比例区）のため、2022年5月31日付で辞職。
2. ↑  第49回衆議院議員総選挙立候補準備（北海道第6区）のため、2021年4月30日付で辞職。
3. ↑  旭川市長選挙立候補準備のため、2021年8月10日付で辞職。

死去
1. ↑  2022年6月21日、死去。
2. ↑  2021年7月9日、死去。

自民党関連
1. 1 2  当選後、自民党に入党。

立憲民主党関連
1. 1 2 3  党籍をもったまま無所属で立候補。当選後会派入り。

無所属関連
1. 1 2 3 4 5 6 7 8 9  無所属系会派「北海道結志会」に参加。

その他
1. 1 2 3 4 5 6 7 8 9 10 11 12 13 14 15 16 17 18 19 20 21  立候補者が定数内のため無投票。